# Gerhard Eberts

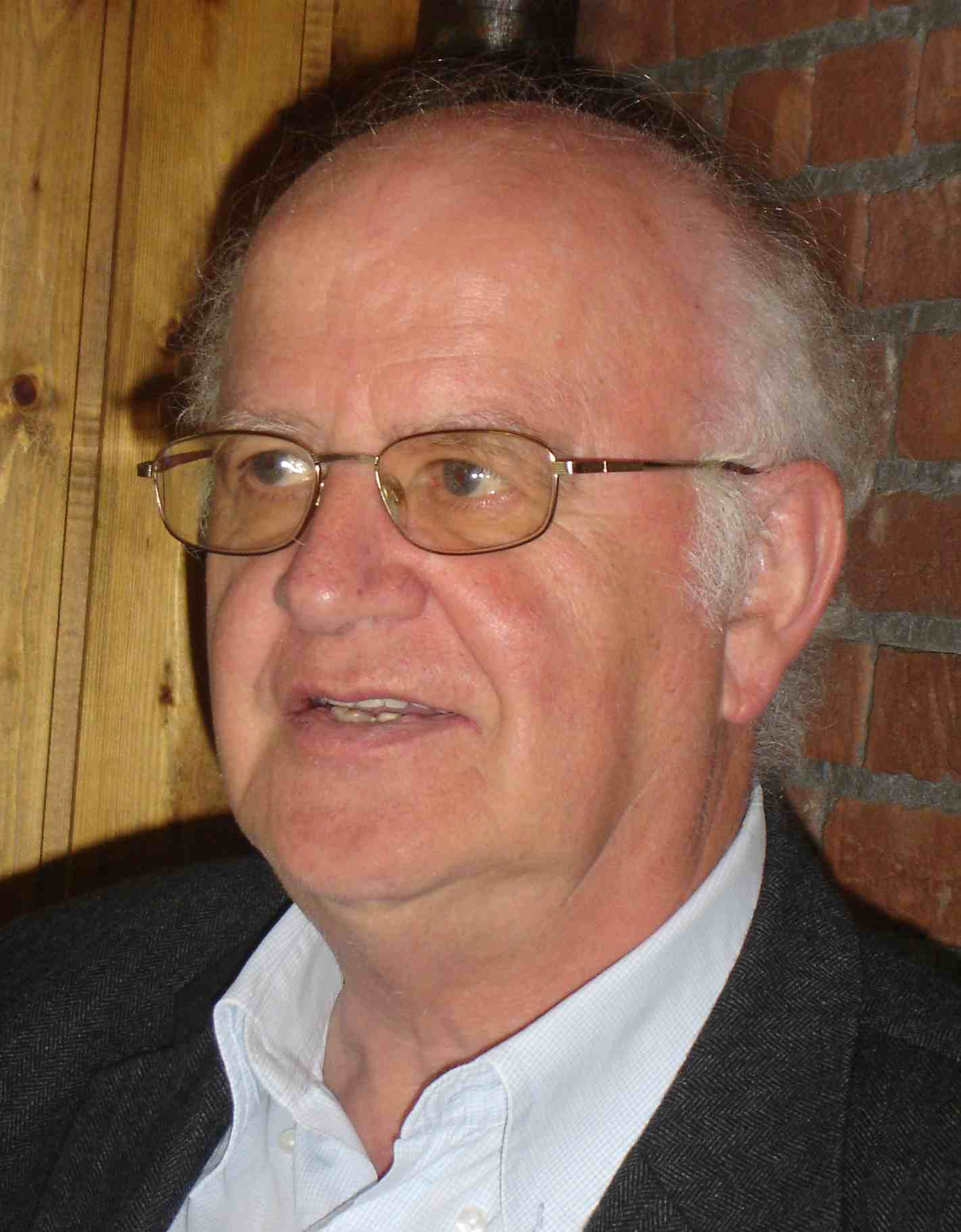
Pater Gerhard Eberts

Pater Gerhard Eberts MSF (* 12. Mai 1938 in Welschen Ennest, Nordrhein-Westfalen) ist ein römisch-katholischer Pater, Journalist und Autor.

## Leben
Eberts besuchte das Internat Missionare von der Heiligen Familie in Schloss Adolfsburg. 1959 trat er in den Orden der Missionare von der Heiligen Familie ein, und am 6. März 1966 wurde er im Trierer Dom von Matthias Wehr zum Priester geweiht.

## Journalistische Laufbahn
Eberts absolvierte die bayrische Journalistenschule und übernahm 1968 die Ordenszeitschrift Sendbote, die in Augsburg erschien, gleichzeitig war er bis 1984 Redakteur der Monatszeitschrift Weltbild. 1987 bis 1991 war er als Chefredakteur bei der Augsburger Kirchenzeitung Ulrichsblatt tätig, in dieser Zeit unternahm er für den Sendboten mehrere Reisen in die Missionsgebiete seines Ordens, darunter Madagaskar (1984), Indonesien (1987) und Brasilien (1988).
Zwischen 1991 und 2000 war Eberts Studienleiter und Dozent beim Institut zur Förderung publizistischen Nachwuchses in München. Dabei kümmerte er sich besonders um den Aufbau von Journalistenkursen in den neuen Bundesländern. Er wurde 1996 zum Vorsitzenden der Arbeitsgemeinschaft Katholische Presse (AKP) gewählt, dieses Amt bekleidete er bis 2001.
Daneben wirkte er auch als Autor bzw. Sprecher des "Wortes zum Sonntag" bei Rundfunkanstalten, wie z. B. der Deutschen Welle.
Eberts arbeitete bis Jahresende 2023 als Hochschulseelsorger in der Katholischen Hochschulgemeinde Augsburg und trug vorübergehend nach der Abberufung von Bischof Walter Mixa vom 14. Juli 2010 bis 31. Oktober 2010 die Verantwortung für die Koordination der Presse- und Öffentlichkeitsarbeit der Diözese Augsburg.

## Bibliographie  (Auswahl)
- Sex und Moral. Wien 1971
- Werdet wie die Kinder. Freiburg im Breisgau 1985, ISBN 3-451-20521-1
- Das Zweite Vatikanische Konzil und was daraus wurde. Aschaffenburg 1985, ISBN 3-557-91298-1
- Familiengottesdienste. Stuttgart 1986, ISBN 3-7252-0468-3
- Wie werde ich Journalist? (Redaktion G. Eberts), Augsburg 1993, ISBN 3-629-02002-X
- Stell die Dinge auf den Kopf, damit deine Füße den Himmel berühren. Düsseldorf 2007, ISBN 978-3-926512-83-3